# Stazione di Musiano-Pian di Macina
Stazione di Musiano-Pian di Macina vasútállomás Olaszországban, Pianoro településen.

## Vasútvonalak
Az állomást az alábbi vasútvonalak érintik:
- Bologna–Firenze-vasútvonal

## Kapcsolódó állomások
A vasútállomáshoz az alábbi állomások vannak a legközelebb:
- Stazione di Pianoro (Stazione di Firenze Santa Maria Novella, Bologna–Firenze-vasútvonal)
- Stazione di Rastignano (Stazione di Bologna Centrale, Bologna–Firenze-vasútvonal)